# 布鲁塞尔南部-沙勒罗瓦机场
布魯塞爾南部-沙勒羅瓦機場（法語：Aéroport de Charleroi-Bruxelles-Sud），简称沙勒羅瓦機場，是位於沙勒羅瓦戈斯利的國際機場。距離比利時首都布魯塞爾南面44公里。
新的客運大樓在2008年1月啟用，每年可處理500萬名旅客。那即是在2010年，機場的處理能力已到達高峰（2010年客量：5,195,372）。
機場除了處理航班後，還有一座航空學校：比利時飛行學校 （页面存档备份，存于），學校會提供機師課程和訓練。另外還有比利時航空學校 （页面存档备份，存于），學校提供私人機師課程和夜間飛行資格訓練（透過Ciglos航空培訓方法）以及其他資歷課程。
機場附近有瓦隆科學園區的Aéropole科技園。

## 歷史

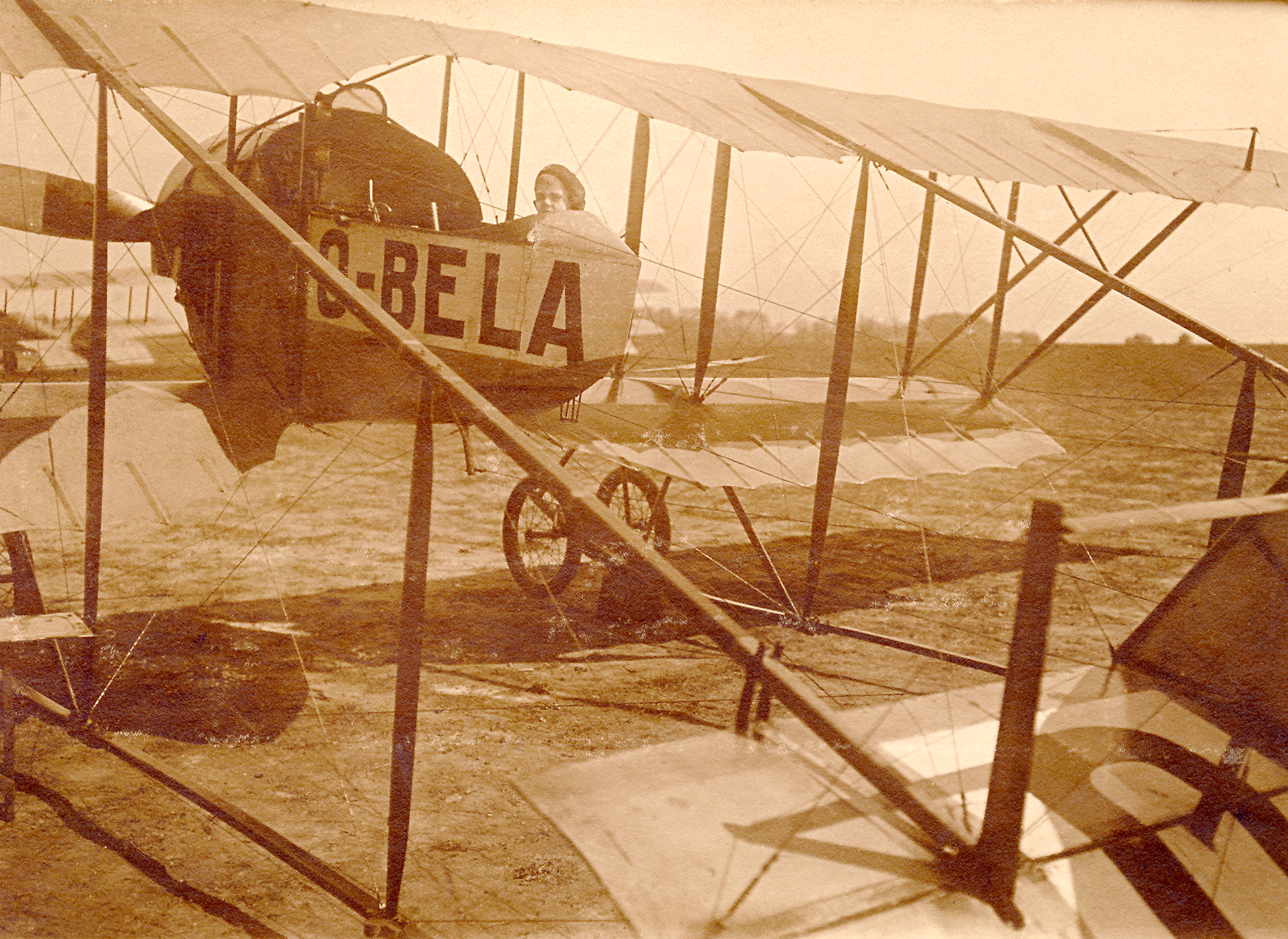
1920 年在 Gosselies 機場的飛機。

在戈斯利的航空活動歷史可回到1919年，那時有一個飛行學校，之後幾年有一些航空維修活動。在1931年，第一間英國飛機製造商費爾雷航空公司的屬下Avions Fairey在此設立基地。
戈斯利機場在二次大戰後，便成為民用機場，但是機場內大多數活動都是航空建設。
在70年代，當時的比利時國家航空公司薩貝納航空開設了一條航線：列日至沙勒羅瓦至倫敦。但是此航線開設後很快便停辦，因為客量很少。所以機場的客量便非常少，機場維持通用航空服務，以及訓練機師和提供部分包機前往地中海或阿爾及利亞。
在80年代，沙勒羅瓦機場開始發展，新的管理公司上場。瑞安航空在1997年開始設立航線在此。數年後，瑞安航空便作此為其中一個基地。